# Alderetes
Alderetes – miasto w Argentynie, położone w północnej części prowincji Tucumán.

## Demografia
Miasto według spisu powszechnego 17 listopada 2001 roku liczyło 32 531, 27 października 2010 ludność Aguilares wynosiła 41 947 .